# العين الثالثة

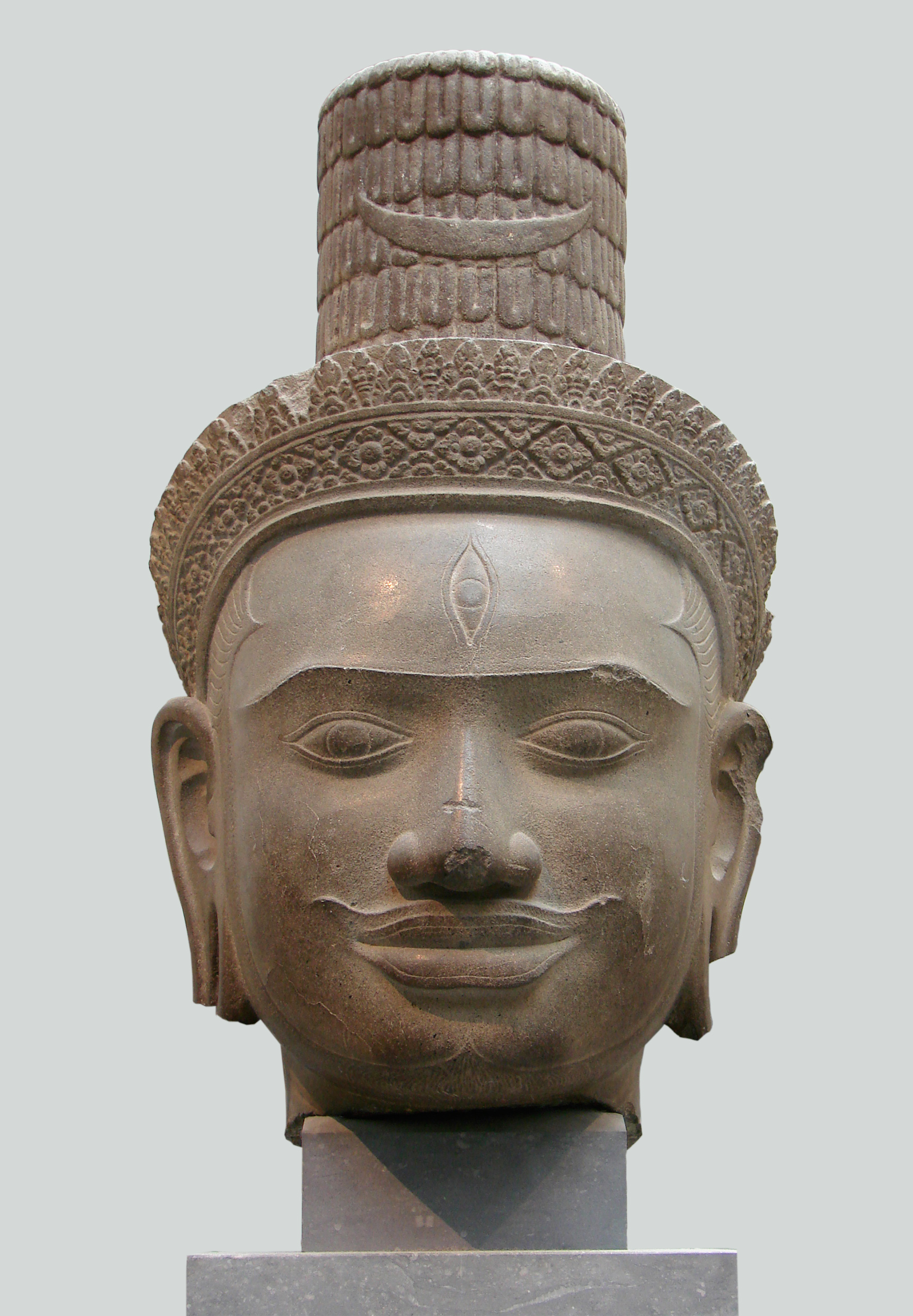
رأس شيفا كمبودي يُظهر عينًا ثالثة.

العين الثالثة (وتسمى أيضا عين العقل، أو العين الداخلية) هي مفهوم باطني وصوفي للعين غير المرئية التأملية التي توفر إدراكًا يتجاوز الرؤية العادية.

## نظرة دينية
في بعض التقاليد الروحية للديانات الدرامية تشير العين الثالثة إلى أجنا أو شاكرا الحاجب. كما تشير إلى البوابة التي تؤدي إلى العوالم الداخلية وفضاءاتٍ نحو وعي أعلى. في الروحانية الجديدة العصرية غالباً ما ترمز العين الثالثة لحالة التنوير أو استحضار الصور العقلية ذات الأهمية الروحية أو النفسية العميقة. غالبًا ما ترتبط العين الثالثة برؤى دينية والتَبَصّر والقدرة على مراقبةالشاكرات والهالات والعِرافة وتجاربالخروج من الجسد. يُعرف الأشخاص الذين يزعمون أنهم يمتلكون القدرة على استخدام عيونهم الثالثة باسم العرافين. في بعض التقاليد مثل الهندوسية يقال أن العين الثالثة تقع حول منتصف الجبين أعلى قليلاً من تقاطع الحاجبين.
فيالطاوية والعديد من الطوائف الدينية الصينية التقليدية مثل تشان (زن باللغة اليابانية)، يتضمن «تدريب العين الثالث» تركيز الانتباه على النقطة بين الحاجبين مع إغلاق العينين، بينما يكون الجسم في أوضاع تشيغونغ المختلفة. الهدف من هذا التدريب هو السماح للطلاب بالتناغم مع «التردد» الصحيح للكون والحصول على أساس متين للوصول إلى مستويات تأمل أكثر تقدماً. وفي الطاوية العين الثالثة والتي تسمى أيضًا عين العقل تقع بين العينين وتتوسع حتى منتصف الجبهة عند فتحها. تدّعي الطاوية أن العين الثالثة هي واحدة من مراكز الطاقة الرئيسية للجسم الموجود فيالشاكرا السادسة، لتشكل جزءًا من خط الزوال الرئيسي، وهو الخط الذي يفصل بين نصفي الجسم الأيسر والأيمن.
وفقاً للتعليمات المسيحية للأب ريتشارد رور، فإن مفهوم العين الثالثة هو استعارة للتفكير غير المزدوج وهي الطريقة التي يرى بها المتصوفة. في مفهوم روهر، يستخدم المتصوفة العين الأولى (المدخلات الحسية مثل البصر) والعين الثانية (عين العقل والتأمل والتفكير)، "لكنهم يعلمون خطأ الخلط بين المعرفة والعمق، أو المعلومات الصحيحة المجردة مع تحول الوعي نفسه. النظرة الباطنية تُبنى على العينين الأولين - وتذهب إلى أبعد من ذلك. يشير روهر إلى هذا المستوى من الوعي بأنه "أمتلاك عقلالمسيح".

## الأساس الفيزيائي
الأساس البيولوجي لعين العقل ليس مفهوماً تماماً. وقد أظهرت الدراسات باستخدام الرنين المغناطيسي الوظيفي أن النَّواة الركبية الوحشية ومنطقة V1 للقشرة البصرية يتم تنشيطها أثناء مهام التصوير الذهني. يكتب راتي:
المسار المرئي ليس مساراً ذو اتجاه واحد. يمكن للمناطق العليا من الدماغ أيضًا إرسال مدخلات بصرية إلى الخلايا العصبية في المناطق السفلى من القشرة البصرية.. [...] كبشر، لدينا القدرة على الرؤية بعين العقل - أن يكون لدينا خبرة إدراكية في غياب المدخلات البصرية. على سبيل المثال، أظهرت نتائج فحوص التصوير المقطعي أنه عندما يجلس الأشخاص موضع الدراسة في غرفة متخليين أنفسهم عند بابهم الأمامي يتحركون إما إلى اليسار أو اليمين، يبدأ النشاط بالظهور في القشرة البصرية ذات الصلة، وقشرة الفص الجبهي وجميع مراكز المعالجة المعرفية العليا في الدماغ.
تم العثور على أولويات الأساس البيولوجي لعين العقل في الأجزاء الأعمق من الدماغ تحت القشرة المخية الحديثة، أو حيث يوجد مركز الإدراك. وقد وُجد أن المهاد متفردٌ عن المكونات الأخرى في أنه يعالج جميع أشكال البيانات الإدراكية التي يتم ترحيلها من المكونات الدنيا والعليا في الدماغ. يمكن أن يؤدي التلف إلى هذا الجزء إلى حدوث تلف إدراكي دائم، وبالرغم من ذلك فإنه عندما يصيب الضرر القشرة الدماغية، فإن الدماغ يتكيف مع المرونة العصبية لتعديل أي انسداد للإدراك. يمكن تصور القشرة المخية الحديثة كمستودع تخزين متطور للذاكرة يتم فيه تجميع البيانات التي يتم الحصول عليها كمدخل من الأنظمة الحسية عبر القشرة الدماغية. وهذا من شأنه أن يسمح في الأساس بتحديد الأشكال بالرغم من الافتقار إلى مدخلات الفلترة المنتجة داخليًا، يمكن للمرء نتيجةً لذلك أن يميل إلىالهلوسة - ويرى في الأساس شيئًا لا يتم تلقيه كمدخل خارجيًا بل داخليًا (أي خطأ في التصفية من البيانات الحسية المقسمة من القشرة المخية قد تؤدي إلى رؤية  أو شعور  أو سماع  أو تجربة شيء لا يتفق مع الواقع).
ليس كل البشر لديهم نفس القدرة الإدراكية الداخلية. بالنسبة للكثيرين عندما تكون العين مغلقة فمن السائد تصور الظلام. ومع ذلك يمكن لبعض الأشخاص إدراك الصور الملونة والديناميكية. إن استخدام الأدوية المسببة للهلوسة يزيد من قدرة الشخص على الوصول الواعي إلى الإدراك البصري (والسمعي، والأحاسيس الأخرى).
علاوة على ذلك، فإنالغدة الصنوبرية هي مرشحٌ افتراضي لإنتاج العين الذهنية. افترض ريك ستراسمان وآخرون أنه خلال تجارب الاقتراب من الموت (NDEs) والأحلام، تفرز الغدة مادة كيميائية للهلوسة N و N-Dimethyltryptamine (DMT) لإنتاج تصور داخلي عند انعدام البيانات الحسية الخارجية. ومع ذلك لم يتم بعد دعم هذه الفرضية بشكل كامل باستخدام أدلة كيميائية عصبية وآليات معقولة لإنتاج DMT.
تسمى الحالة الافتراضية التي يفتقر فيها الشخص إلى العين الذهنية باسم "aphantasia". تم اقتراح المصطلح لأول مرة في دراسة عام 2015.

### الغدد الصنوبرية
في الثيوصوفية ترتبط العين الذهنية بالغدة الصنوبرية. وفقاً لهذا المعتقد كان للبشر في الأزمنة البعيدة جدًا عينٌ ثالثة فعلية في الجزء الخلفي من الرأس مع وظيفة جسدية وروحية. ولكن مع مرور الوقت وتطور البشر، انحصرت هذه العين وغاصت في ما يعرف اليوم باسم الغدة الصنوبرية. وقد افترض الدكتور ريك ستراسمان أن الغدة الصنوبرية التي تحافظ على حساسية الضوء هي المسؤولة عن إنتاج وإطلاق DMT (داي ميثيل تريبتامين)، والذي يُعتقد أنه يمكن أن يتم إفرازه بكمياتٍ كبيرة في لحظات الولادة والوفاة.
وقد اقترح أتباع الروحانية الثيوصوفيةهيلينا بتروفنا بلافاتسكي  أن العين الثالثة هي في الواقع الغدة الصنوبرية الساكنة جزئياً والتي تكمن بين نصفي الكرة المخّيّيْن في الدماغ. تستشعر الزواحف والبرمائيات الضوء عن طريق عين داخلية ثالثة، وهي تركيبة مرتبطة بالغدة الصنوبرية تعمل على تنظيم الساعة البيولوجية وللملاحة، حيث يمكنها الإحساس باستقطاب الضوء. زعم تشارلز وبستر ليدبيتر أنه عن طريق تمدّيد «أنابيب إيثيريّة» من العين الثالثة، فإنه يمكننا تطوير رؤية مجهريّة وتلسكوبيّة. وقد أكد ستيفن فيليبس أن الرؤية المجهرية للعين الثالثة قادرة على مراقبة الأجسام الصغيرة مثلالكواركات والكواركات هي جسيمات حجمها اصغر من حجم الذرة.

## الفلسفة
لا يعني استخدام عبارة «عين العقل» أن هناك مكانًا واحدًا مركزياً في العقل أو الدماغ حيث يحدث الوعي البصري، وقد انتقد الفلاسفة مثل دانييل دينيت وجهة النظر هذه. ومع ذلك فإن آخرين مثل جونجو مكفادن من جامعة سري في المملكة المتحدة وأخصائية البيولوجيا العصبية في نيوزيلندا سوزان بوكيت، يقترحون أن المجال الكهرومغناطيسي في الدماغ هو وعي بحد ذاته، مما يتسبب في إدراك الموقع الوحدوي.